# Trilogía de los elementos
La Trilogía de los elementos es una serie de tres películas de la cineasta india Deepa Mehta, que aborda temas controversiales sobre la reforma social en el subcontinente indio. Fuego, la primera de las tres películas estrenada en 1996, explora temáticas como el matrimonio por conveniencia y la homosexualidad en la cultura patriarcal de la India. Tierra de 1998 abordó la lucha religiosa asociada con la división de la India y la formación de Pakistán a mediados del siglo XX. Agua, lanzada en 2005, fue la película que cosechó mejores críticas de las tres y trató temas como el suicidio, la misoginia y el maltrato de las viudas en la India rural.
Algunos actores notables que han trabajado en la trilogía de los elementos de Mehta incluyen a Aamir Khan, Seema Biswas, Shabana Azmi, John Abraham, Kulbhushan Kharbanda, Rahul Khanna, Lisa Ray y Nandita Das. El músico A. R. Rahman compuso bandas sonoras aclamadas por la crítica para las tres películas. Estas producciones cinematográficas también son notables por el trabajo colaborativo de Mehta con la autora Bapsi Sidhwa. La novela de Sidhwa Cracking India es la base de la película Tierra de 1998. Agua fue publicada en el año 2006 por Sidhwa en formato de novela, con el título Agua: una novela.

## Películas

### Fuego(1996)
La primera película de la serie, Fuego (1996), se desarrolla en la India contemporánea. Fue una producción muy controvertida entre ciertos sectores conservadores de La India debido a la homosexualidad de algunos de sus personajes femeninos.

### Tierra(1998)
Tierra (1998) (publicada en India como 1947: Earth) cuenta la historia de la división de La India en 1947 desde el punto de vista de una joven Parsi. Tierra fue la candidata india para la edición número 72 de los Premios de la Academia a Mejor Película Extranjera, pero no fue incluida entre las cinco nominadas finales seleccionadas por la Academia de Artes y Ciencias Cinematográficas.

### Agua(2005)
La última película de la trilogía, Agua (2005), se desarrolla en la década de 1930 y se centra en las vidas difíciles de un grupo empobrecido de viudas que viven en un monasterio. Agua fue nominada para el Premio de la Academia de 2007 a la Mejor Película en Lengua Extranjera, por lo que es la primera película canadiense en un idioma diferente al francés en recibir una nominación en dicha categoría. La canción "Aayo Re Sakhi" se incluyó en la lista final para la nominación al premio Oscar.

## Controversia

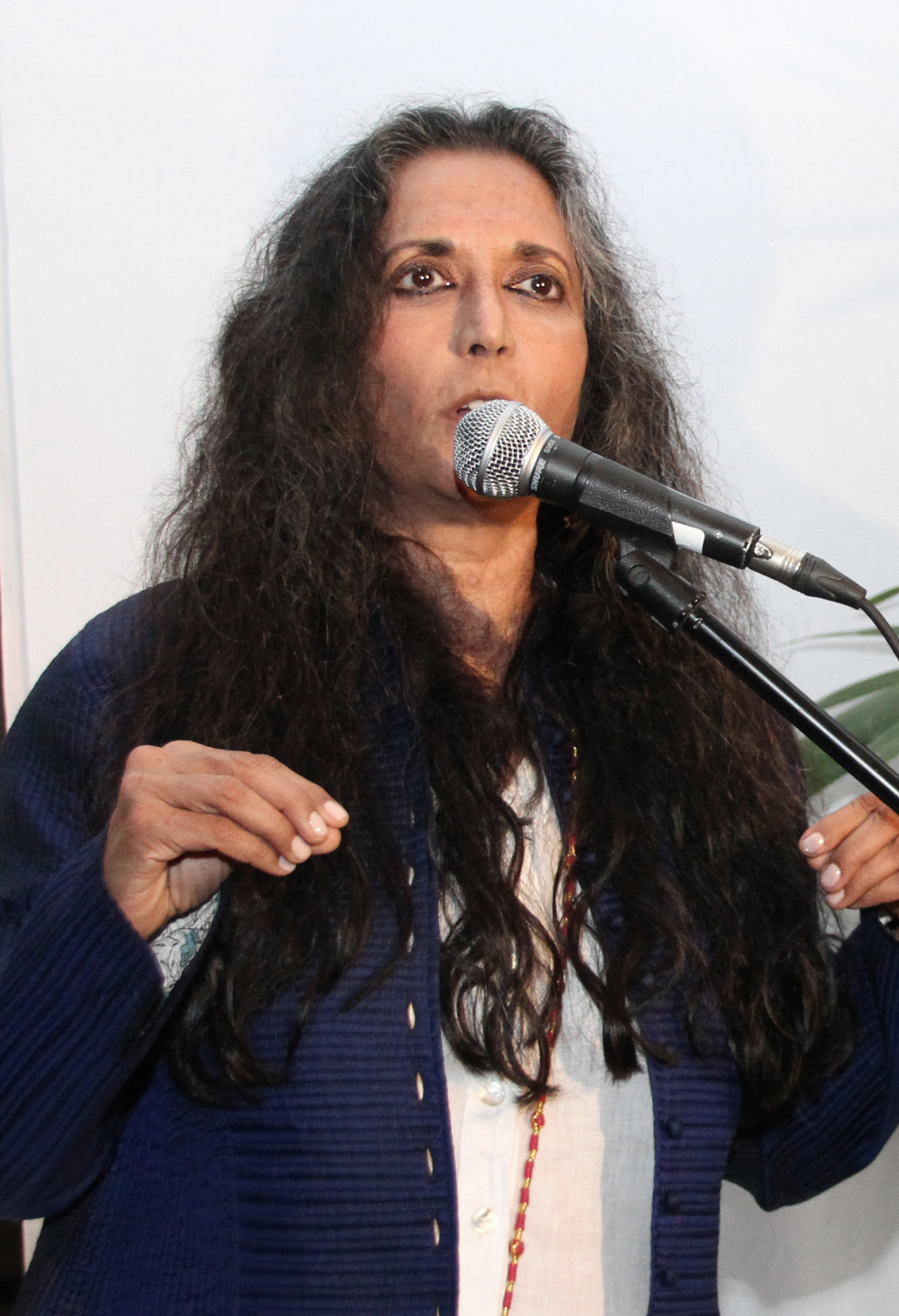
Deepa Mehta, directora de la trilogía.

Originalmente Mehta tenía la intención de dirigir Agua en febrero de 2000, con los actores Shabana Azmi, Nandita Das y Akshay Kumar. Sin embargo, Fuego, la primera película de la trilogía, atrajo la hostilidad de algunas personas de la comunidad hindú (que se oponía a su descripción de dicha cultura) y que organizaron ataques contra algunos cines donde se proyectaba la película. Por lo tanto, el día antes del comienzo del rodaje de Agua, se le informó al reparto que había complicaciones con la obtención de permisos de ubicación. Al día siguiente se enteraron de que 2.000 manifestantes habían destruido el set principal de la película, quemándolo y arrojándolo al río Ganges en protesta por la temática de la cinta.
Este tipo de problemas retrasaron durante varios años la filmación de Agua, que finalmente tuvo que ser grabada en Sri Lanka en lugar de La India. Al final la película tuvo que hacerse con un nuevo reparto y con un título falso utilizado durante la filmación (River Moon) en 2003. La lucha por hacer la película se detalla en un libro de no ficción titulado Shooting Water: A Mother-Daughter Journey and the Making of the Film, escrito por la hija de Mehta, la autora y periodista Devyani Saltzman (cuyo padre es el productor y director canadiense Paul Saltzman, hijo del experto en meteorología canadiense Percy Saltzman).
Críticas al trabajo de Mehta surgieron también durante el lanzamiento de Fuego en 1998 porque los miembros del partido Shiv Sena sintieron que la película era un ataque contra la tradición hindú y la institución del matrimonio. Los miembros del partido participaron en protestas masivas contra la película en cines de Bombay y Delhi. Después del lanzamiento de la cinta, Mehta pasó casi un año bajo protección policial las 24 horas mientras viajaba por América del Norte y Europa.

## Crítica
Las autoras feministas indias Mary E. John y Tejaswini Niranjana argumentaron en 1999 que Fuego representa una reducción del patriarcado a la negación y el control de la sexualidad femenina:

"El control de la sexualidad femenina es sin duda uno de los pilares ideológicos en los que descansa el patriarcado. Pero al tomar esta idea literalmente, la película se aprisiona en la misma ideología con la que lucha, su propia versión de la realidad auténtica no es más que una imagen especular del discurso patriarcal. Fuego termina argumentando que la afirmación exitosa de la elección sexual no es solo una condición necesaria sino también suficiente -de hecho, el único criterio- para la emancipación de la mujer. Así, la ideología patriarcal del "control" primero se reduce a la negación pura -como si tal control no implicara también la producción y amplificación de la sexualidad- y luego simplemente se invierte para producir la propia visión de la película sobre la liberación de la mujer como una simple elección libre de su sexualidad". (Semanario económico y político, marzo de 1999)

Otros críticos han argumentado que Mehta pasa por alto la compleja situación política de la India postcolonial en sus películas, particularmente cuando retrata a mujeres "oprimidas" y confirma los estereotipos orientalistas sobre la naturaleza "exótica" y "extraña" de la cultura india, como en su película Agua. Madhu Kishwar, entonces editora de la revista Manushi, escribió una crítica muy fuerte acerca de la película Fuego, encontrando fallas en la descripción de los personajes del filme y refiriéndose a la cinta como una "caricatura del espíritu mezquino de la vida familiar de la clase media de los ciudadanos hindúes". Afirmó que la homosexualidad era socialmente aceptada en la India, siempre y cuando se tratara de un asunto privado, y agregó que Mehta "no le hizo ningún favor a las mujeres empujando burdamente la relación Radha-Sita hacia el molde lésbico".